# Vierschanzentournee 1995/96
Die 44. Vierschanzentournee 1995/96 war Teil des Skisprung-Weltcups 1995/1996.
Das Springen in Oberstdorf fand am 30. Dezember 1995 statt, am 1. Januar 1996 das Springen in Garmisch-Partenkirchen und am 4. Januar 1996 das Springen in Innsbruck. Die Abschlussveranstaltung in Bischofshofen wurde am 6. Januar 1996 durchgeführt.

## Teilnehmer
In der folgenden Tabelle sind alle Springer aufgeführt, die bei mindestens einem Springen in die Tournee-Wertung kamen. Springer, die bei allen Gelegenheiten in der Qualifikation scheiterten, können fehlen.
| Nation             | Athleten |
| ------------------ | --- |
| Deutschland        | Christof Duffner, Ralf Gebstedt, Sven Hannawald, Alexander Herr, Ronny Hornschuh, Hansjörg Jäkle, Rico Meinel, Frank Reichel, Gerd Siegmund, Dieter Thoma, Michael Uhrmann, Jens Weißflog      |
| Österreich         | Karl-Heinz Dorner, Andreas Goldberger, Martin Höllwarth, Stefan Horngacher, Michael Kury, Christian Reinthaler, Christian Samitz, Reinhard Schwarzenberger, Matthias Wallner, Andreas Widhölzl |
| Finnland           | Janne Ahonen, Jussi Hautamäki, Tero Koponen, Mika Laitinen, Ari-Pekka Nikkola, Kimmo Savolainen, Jani Soininen, Janne Väätäinen                                                                |
| Frankreich         | Nicolas Dessum, Didier Mollard, Nicolas Jean-Prost |
| Italien            | Roberto Cecon |
| Japan              | Kazuyoshi Funaki, Masahiko Harada, Naoto Itō, Noriaki Kasai, Jin’ya Nishikata, Hiroya Saitō, Kenji Suda, Naoki Yasuzaki                                                                        |
| Kasachstan         | Dmitri Tschwykow, Andrei Werweikin |
| Norwegen           | Espen Bredesen, Eirik Halvorsen, Sturle Holseter, Tommy Ingebrigtsen, Kent Johanssen, Roar Ljøkelsøy, Lasse Ottesen                                                                            |
| Polen              | Marek Gwóźdź, Adam Małysz, Robert Mateja, Wojciech Skupień |
| Schweiz            | Sylvain Freiholz, Andreas Küttel, Bruno Reuteler, Marco Steinauer, Martin Trunz |
| Slowakei           | Marián Bielčik, Vladimír Roško |
| Slowenien          | Urban Franc, Samo Gostiša, Robert Meglič, Primož Peterka, Jure Radelj, Peter Žonta |
| Tschechien         | František Jež, Jaroslav Sakala, Jakub Sucháček |
| Vereinigte Staaten | Randy Weber |

## Oberstdorf
- Datum: 30. Dezember 1995
- Land:  Deutschland
- Schanze: Schattenbergschanze

| Pos. | Springer                 | Land        | Punkte |
| ---- | ------------------------ | ----------- | ------ |
| 1    | Mika Laitinen            | Finnland    | 247,9  |
| 2    | Jens Weißflog            | Deutschland | 244,2  |
| 3    | Masahiko Harada          | Japan       | 236,4  |
| 4    | Eirik Halvorsen          | Norwegen    | 227,3  |
| 5    | Ari-Pekka Nikkola        | Finnland    | 221,1  |
| 6    | Janne Ahonen             | Finnland    | 215,7  |
| 7    | Christof Duffner         | Deutschland | 214,2  |
| 8    | Hiroya Saitō             | Japan       | 213,4  |
| 8    | Jani Soininen            | Finnland    | 213,4  |
| 10   | Reinhard Schwarzenberger | Österreich  | 213,3  |

## Garmisch-Partenkirchen
- Datum: 1. Januar 1996
- Land:  Deutschland
- Schanze: Große Olympiaschanze

| Zwischenstand nach 2 Springen | Zwischenstand nach 2 Springen | Zwischenstand nach 2 Springen |
| Pos.                          | Springer                      | Punkte                        |
| ----------------------------- | ----------------------------- | ----------------------------- |
| 1.                            | Weißflog                      | 470,2                         |
| 2.                            | Harada                        | 458,0                         |
| 3.                            | Halvorsen                     | 449,3                         |

| Pos. | Springer                 | Land        | Punkte |
| ---- | ------------------------ | ----------- | ------ |
| 1    | Reinhard Schwarzenberger | Österreich  | 228,6  |
| 2    | Espen Bredesen           | Norwegen    | 227,3  |
| 3    | Jens Weißflog            | Deutschland | 226,0  |
| 4    | Andreas Goldberger       | Österreich  | 225,9  |
| 5    | Janne Ahonen             | Finnland    | 224,4  |
| 6    | Ari-Pekka Nikkola        | Finnland    | 224,1  |
| 7    | Jin’ya Nishikata         | Japan       | 223,8  |
| 8    | Eirik Halvorsen          | Norwegen    | 222,0  |
| 9    | Martin Höllwarth         | Österreich  | 221,7  |
| 10   | Masahiko Harada          | Japan       | 221,6  |

## Innsbruck
- Datum: 4. Januar 1996
- Land:  Österreich
- Schanze: Bergiselschanze

| Zwischenstand nach 3 Springen | Zwischenstand nach 3 Springen | Zwischenstand nach 3 Springen |
| Pos.                          | Springer                      | Punkte                        |
| ----------------------------- | ----------------------------- | ----------------------------- |
| 1.                            | Weißflog                      | 701,1                         |
| 2.                            | Nikkola                       | 673,8                         |
| 3.                            | Saitoh                        | 659,9                         |

| Pos. | Springer           | Land        | Punkte |
| ---- | ------------------ | ----------- | ------ |
| 1    | Andreas Goldberger | Österreich  | 238,8  |
| 2    | Jens Weißflog      | Deutschland | 230,9  |
| 3    | Hiroya Saitō       | Japan       | 229,5  |
| 4    | Jin’ya Nishikata   | Japan       | 228,8  |
| 5    | Ari-Pekka Nikkola  | Finnland    | 228,6  |
| 6    | Christof Duffner   | Deutschland | 226,3  |
| 7    | Jani Soininen      | Finnland    | 217,8  |
| 8    | Primož Peterka     | Slowenien   | 216,9  |
| 9    | Noriaki Kasai      | Japan       | 216,8  |
| 10   | Espen Bredesen     | Norwegen    | 215,9  |

## Bischofshofen
- Datum: 6. Januar 1996
- Land:  Österreich
- Schanze: Paul-Außerleitner-Schanze

| Pos. | Springer                 | Land        | Punkte |
| ---- | ------------------------ | ----------- | ------ |
| 1    | Jens Weißflog            | Deutschland | 251,2  |
| 2    | Espen Bredesen           | Norwegen    | 237,2  |
| 3    | Ari-Pekka Nikkola        | Finnland    | 235,9  |
| 4    | Reinhard Schwarzenberger | Österreich  | 226,1  |
| 5    | Andreas Goldberger       | Österreich  | 225,7  |
| 6    | Kenji Suda               | Japan       | 223,5  |
| 7    | Janne Ahonen             | Finnland    | 223,3  |
| 8    | Hiroya Saitō             | Japan       | 222,0  |
| 9    | Primož Peterka           | Slowenien   | 218,7  |
| 10   | Christof Duffner         | Deutschland | 214,3  |

## Gesamtwertung
| Rang | Name                     | Nation      | Gesamt- wertung | Oberst- dorf | Garmisch- Partenk. | Inns- bruck | Bischofs- hofen |
| ---- | ------------------------ | ----------- | --------------- | ------------ | ------------------ | ----------- | --------------- |
| 1    | Jens Weißflog            | Deutschland | 952,3           | 244,2 / 02.  | 226,0 / 03.        | 230,9 / 02. | 251,2 / 01.     |
| 2    | Ari-Pekka Nikkola        | Finnland    | 909,7           | 221,1 / 05.  | 224,1 / 06.        | 228,6 / 05. | 235,9 / 03.     |
| 3    | Reinhard Schwarzenberger | Österreich  | 882,1           | 213,3 / 10.  | 228,6 / 01.        | 214,1 / 14. | 226,1 / 04.     |
| 4    | Hiroya Saitō             | Japan       | 881,9           | 213,4 / 08.  | 217,0 / 14.        | 229,5 / 03. | 222,0 / 08.     |
| 5    | Christof Duffner         | Deutschland | 872,9           | 214,2 / 07.  | 218,1 / 12.        | 226,3 / 06. | 214,3 / 10.     |
| 6    | Janne Ahonen             | Finnland    | 869,1           | 215,7 / 06.  | 224,4 / 05.        | 205,7 / 14. | 223,3 / 07.     |
| 7    | Andreas Goldberger       | Österreich  | 859,6           | 169,2 / 30.  | 225,9 / 04.        | 238,8 / 01. | 201,4 / 11.     |
| 8    | Jin’ya Nishikata         | Japan       | 845,2           | 204,6 / 16.  | 223,8 / 07.        | 228,8 / 04. | 225,7 / 05.     |
| 9    | Jani Soininen            | Finnland    | 841,1           | 213,4 / 08.  | 213,5 / 13.        | 217,8 / 07. | 196,4 / 16.     |
| 10   | Noriaki Kasai            | Japan       | 838,9           | 208,6 / 14.  | 218,1 / 12.        | 216,8 / 09. | 195,4 / 17.     |